# セゾンテクノロジー
株式会社セゾンテクノロジー（英: Saison Technology Co.,Ltd.）は、東京都港区に本社を置く、システムインテグレーター（ユーザー系）。旧社名は株式会社セゾン情報システムズ。

## 概要
1970年9月、 西武流通グループにおける情報処理機能の統合と新しい情報サービス業の創造を目的として西武百貨店と西友の電算部門を統合。株式会社西武情報センターとして設立される。その後、1975年には西武都市開発（西洋環境開発の前身）の電算部門、1981年には緑屋計算センター（緑屋の電算子会社）を統合。1992年4月、株式会社セゾン情報システムズに商号を変更した。クレディセゾンが46.8%の株式を所有（2015年3月末現在）する同社の持分法適用関連会社である。
事業の内容として金融システム事業、流通サービスシステム事業、HULFT事業、その他システム運営管理受託。ファイル転送ソフト「HULFT」は国内シェアNo.1（国内販売数量シェア率75.0%：2008年度実績、販売本数230,000本以上（2023年3月末）、導入社数10,000社以上（2023年3月末）の実績をもつ。

## 沿革
- 1970年9月 - 西武流通グループ（当時）の情報処理機能の統合と新しい情報サービス業の創造を目的として資本金5千万円をもって、東京都豊島区南池袋に株式会社西武情報センターを設立。情報処理サービス事業、ソフトウェア開発事業を開始。
- 1973年7月 - 大阪事業所（現関西事業所）を開設し、関西地域における情報処理サービス事業を開始。
- 1975年10月 - 情報化促進貢献企業として通商産業省（現 経済産業省）より表彰。
- 1981年3月 - 信販業務システムを中心とする情報サービス拡大強化のため、株式会社緑屋計算センターを吸収合併。
- 1983年4月 - 顧客のOA化ニーズ拡大に伴い、システム・機器販売事業を開始。
- 1992年4月 - 株式会社セゾン情報システムズに商号変更。
- 1993年
  - 1月 - 通信ミドルウェア「HULFT」販売開始。現在のパッケージ販売事業の源となる。
  - 11月 - 当社株式を店頭売買有価証券として日本証券業協会に登録。
- 1995年
  - 3月 - 特定システムオペレーション企業として通商産業省（現 経済産業省）から認定。
  - 10月 - 東京都から電気通信工事業、電気工事業の許可取得。
- 1997年3月 - 受託ソフトウェア開発においてISO9001を認証取得（システム構築部、他2部門）。以後、認証範囲を拡大。
- 1998年
  - 3月 - メール運用サービス会社、株式会社三協サービスを取得。
  - 4月 - 給与業務アウトソーシングサービス「Bulas」提供開始。
- 1999年4月 - 情報処理オペレーションサービス会社、株式会社ファシリティエキスパートサービスズ（現 株式会社フェス）を設立。
- 1999年12月 - 財団法人日本情報処理開発協会からプライバシーマーク付与認定を取得。
- 2000年
  - 4月 - 名古屋事業所および九州営業所（現 九州サテライトオフィス）を開設。
  - 5月 - ストレージエリアネットワークに対応した「HULFT-SAN」販売開始。
- 2001年
  - 1月 - 株式会社三協サービスを流通業界に特化した株式会社流通情報ソリューションズに商号・事業目的変更。
  - 4月 - 分散システム向異常監視ソフトウェア「SIGNAlert」販売開始。
- 2002年2月 - 株式会社インテリジェントウェイブと資本提携を含めた業務提携を締結。
- 2003年3月 - 財団法人日本品質保証機構から情報セキュリティ管理の認証基準ISMS（情報セキュリティマネジメントシステム）適合性評価制度の認証をシステムセンター（現 システムサービスセンター）において取得。
- 2004年12月 - 日本証券業協会への店頭登録を取消し、ジャスダック証券取引所に株式を上場。
- 2005年
  - 1月 - HTTP/HTTPS手順、全銀手順に対応する「HULFT BB」販売開始。
  - 4月 - 流通システム事業の経営資源の集中、強化のため、株式会社流通情報ソリューションズを吸収合併。
  - 4月 - 労働者派遣業を行う、株式会社HRプロデュースを設立。
  - 11月 - 中国における生産拠点として、世存信息技術（上海）有限公司を設立。
- 2006年
  - 7月 - 携帯電話給与明細照会サービス「Bulas Payslip Mobile」提供開始。
  - 11月 - ハブ・アンド・スポーク型データ連携ミドルウェア「HULFT-HUB」販売開始。
- 2007年
  - 3月 - 小売チェーン向け統合ソリューション「STORES」提供開始。
  - 10月 - 企業間電子商取引と企業内データ連携を一元管理する「HDC-EDI Suite」販売開始。
- 2009年1月 - 株式会社ユニックスと資本提携を含めた業務提携を締結。
- 2010年
  - 4月 - クラウド型ホスティングサービス「SAISOS」提供開始。ジャスダック証券取引所と大阪証券取引所の合併に伴い、大阪証券取引所（JASDAQ市場）に上場。
  - 7月 - セキュアデータ連携ミドルウェア「HULFTクラウド」提供開始。
  - 10月 - 新潟BPOセンターを開設。
  - 12月 - SaaS型データ連携サービス「HULFTクラウドサービス」提供開始。
- 2011年
  - 4月 - 小売業向けギフトソリューション「GIFTクラウドサービス」を提供開始。
  - 8月 - 新発想のデータ連携基盤製品「iDIVO」を提供開始。
- 2013年
  - 3月 - データ連携ソリューション強化のため、株式会社アプレッソの株式を取得し子会社化。
  - 7月 - 東京証券取引所と大阪証券取引所の統合に伴い、東京証券取引所JASDAQ（スタンダード）に上場。
- 2016年
  - 2月1日 - BPO事業を株式会社BBSアウトソーシングサービスを設立し会社分割。同社の全株式を株式会社ビジネスブレイン太田昭和に譲渡[8]。
  - 4月 - イギリスに子会社としてHULFT, Inc.を設立[9]。
- 2017年
  - 7月 - イギリスにEMEA事務所を開設。
  - 11月 - 本社を赤坂・インターシティーAIRに移転。
- 2018年
  - 1月 - 完全子会社である株式会社フェスの株式を株式会社インフォメーション・ディベロプメントに譲渡。
  - 6月 - 登記上の本店を赤坂・インターシティーAIRに移転。
- 2019年
  - 4月 - 株式会社アプレッソを吸収合併。
  - 12月 - 滋賀大学と帝国データバンクのDEMLセンター（Data Engineering and Machine Learningセンター）にセゾンテクノロジーが参画。
- 2021年11月 - 株式会社メルコホールディングスの持分法適用関連会社となる[10]。
- 2022年4月 - 東京証券取引所の市場区分見直しに伴い、東京証券取引所スタンダード市場に上場。
- 2024年4月 - 株式会社セゾンテクノロジーに商号変更。

## 関係会社
連結子会社
- 世存信息技術（上海）有限公司
- HULFT, Inc

持分法適用非連結子会社
- HULFT Pte.

## 事業所
本社
- 東京都港区赤坂1-8-1 赤坂インターシティーAIR 19F

その他
- 関西事業所 - 大阪市西区江戸堀1-5-16 肥後橋MIDビル4F
- 名古屋営業所 - 名古屋市中村区名駅南2-14-19 住友生命名古屋ビル21F
- 九州サテライトオフィス - 福岡市博多区博多駅前2-19-27 九勧博多駅前ビル9F

## 事業部一覧
- Fintechプラットフォーム事業部
- 流通ITソリューション事業部
- HULFT事業部
- システムサービスセンター
- テクノベーションセンター

## 事業内容
Fintechプラットフォーム事業部
- 金融業界向けアプリケーションの開発
- 審査ソリューション
- 債権回収ソリューション
- セキュリティソリューション（PCIDSS準拠支援サービス）

流通サービスシステム事業部
- 流通・サービス業界向けアプリケーションの開発
- HULFTクラウドサービス
- GIFTクラウドサービス
- 小売チェーン向け統合ソリューション「STORES」
- 受発注業務や各種伝票処理、単品在庫管理ソリューション「WebTAURUS®」

HULFT事業部
- 自社開発の通信ミドルウェア「HULFT」の販売・保守及びソリューション等の提供
- データ移行計画

その他
- システム運営管理受託・人材派遣等